# Hồn yêu
Hồn yêu (tựa tiếng Anh: Just like Heaven) là một bộ phim hài hước - lãng mạn của Mỹ, được phát hành vào ngày 16 tháng 9 năm 2005. Bộ phim lấy bối cảnh ở San Francisco, với hai diễn viên chính Reese Witherspoon và Mark Ruffalo. Bộ phim đã vươn lên vị trí số một trong các rạp chiếu phim ở Mỹ, mặc dù lợi nhuận từ bộ phim thấp hơn dự đoán. Cốt truyện dựa trên tiểu thuyết Và nếu như chuyện này là có thật (Et si c'était vrai...) của nhà văn Marc Levy. Bollywood cũng có một bộ phim dựa trên cùng một cốt truyện có tựa đề I See You.

## Nội dung
Elizabeth Masterson (Reese Witherspoon) là một bác sĩ đầy tham vọng suốt ngày vùi đầu vào công việc mà không nghĩ gì đến niềm vui cuộc sống. Cô có thể làm việc 20 tiếng một ngày, hoàn toàn trái ngược với người chị Abby, luôn cố gắng lôi cô em ra khỏi công việc.
Khi Abby sắp xếp thành công một cuộc hẹn hò cho Elizabeth thì cũng là lúc Elizabeth gặp tai nạn trên đường đi gặp người đàn ông đó. Tai nạn khiến Elizabeth trở thành một linh hồn không thể điều khiển thân xác chính mình. Cô buộc phải sống theo cách mà cô không hề muốn chút nào: không được làm việc và trở nên vô dụng.
Khi cô không còn ở căn hộ của mình thì David Abbott (Mark Ruffalo) chuyển đến ở. Đây là một kiến trúc sư tốt bụng nhưng đang trong cảnh cô đơn, cố vượt qua nỗi đau mất vợ cách đây 2 năm. Một đêm, hồn ma Elizabeth hiện lên và yêu cầu David ra khỏi nhà của cô. Anh cho rằng đầu óc mình "có vấn đề" và mọi chuyện chỉ là do anh tưởng tượng mà thôi, nhưng sau đó anh nhanh chóng hiểu chuyện gì đang xảy ra. Anh đã được chứng kiến sự giận dữ của Elizabeth khi cô liên tục làm phiền anh dù chỉ là một hồn ma, một hồn ma đang rất đau khổ. Tuy nhiên, với David, chẳng ai có thể khiến anh phải chuyển đi, kể cả "quái vật tóc vàng hoe" Elizabeth cũng vậy.
Elizabeth cũng không phải tay vừa. Cô cho rằng căn hộ là của cô, điều này đối với cô hoàn toàn hiển nhiên dù cô chẳng còn nhớ gì về quá khứ của mình và giờ đây cô không còn nhu cầu sử dụng nhà nữa vì rõ ràng đã trở thành ma. Cô không muốn để bất kỳ ai xâm phạm nơi cô từng ở trong khi anh thì lại không chịu trả lại căn nhà này. Nhưng khi cả hai bước vào cuộc chiến đấu giành giật chủ quyền thì họ dần dần trở nên thân thiết hơn và đau xót khi hiểu rằng họ không bao giờ có thể bên nhau được nữa.
Đạo diễn Waters và hai biên kịch Dixon cùng Tolan đã xây dựng nên một câu chuyện rất thật từ những chi tiết tưởng chừng như vô lý, không thể xảy ra trong thế giới hiện thực. Những cảnh mang lại nhiều tiếng cười nhất cho khán giả chính là đoạn hội thoại giữa David với người bạn vô hình Elizabeth. Tuy nhiên thông điệp được gửi đi sau những tiếng cười ấy chính là sức mạnh của một tình yêu bất chấp sự thực hai người thuộc hai thế giới khác nhau.

## Diễn viên
- Reese Witherspoon vai Elizabeth Masterson
- Mark Ruffalo vai David Abbott
- Dina Spybey vai Abby Brody
- Donal Logue vai Jack
- Jon Heder vai Darryl
- Ivana Miličević vai Katrina
- Rosalind Chao vai Fran
- Ben Shenkman vai Brett
- Caroline Aaron vai Grace